# Ordet (compañía)
Ordet (株式会社Ordet (オース) Kabushiki-gaisha Ōsu?) es un estudio de animación japonés fundado en 2007 por el exdirector de Kyoto Animation Yutaka Yamamoto y otros miembros del estudio. 

## Historia
Ordet se fundó en agosto de 2007 por Yutaka Yamamoto tras ser despedido de Kyoto Animation durante la producción de Lucky Star. Cuando Lucky Star finalizó su emisión, otros miembros de Kyoto Animation dejaron la compañía y siguieron a Yamamoto. Juntos, fundaron Ordet con aproximadamente tres millones de yen. La compañía inicialmente ayudó con la animación de otras series antes de producir su primera obra, Kannagi: Crazy Shrine Maidens en colaboración con A-1 Pictures, en 2008.

## Personal
- Yutaka Yamamoto - Director representante, fundador, director
- Shinobu Yoshioka - Director
- Satoshi Kadowaki - Director de animación
- Emi Kesamaru - Dirección artística, Dibujante de fondos
- Yoko Takada - Animador principal

## Trabajos

### Series de TV
- Shakugan no Shana Second (2007) - Cooperación de producción (OP 2)
- Sketchbook ~full color'S~ (2007) - Cooperación de producción (ep 11)
- Kemeko Deluxe! (2008) Cooperación de producción (ep 2)
- Kannagi: Crazy Shrine Maidens (2008-2009) - Asistencia de producción (con A-1 Pictures)
- Fractale (2011) - Asistencia de producción (con A-1 Pictures)
- Black Rock Shooter (2012) - Producción (con Sanzigen)
- Chōyaku Hyakunin isshu: Uta Koi (2012) - Asistencia de producción (con TYO Animations)
- Sakamichi no Apollon (2012) - Asistencia de producción (con MAPPA, Tezuka Productions)
- Senyu (2013)  - Producción (con Linden Films)
- Senyu 2 (2013) - Producción (con Linden Films)
- White Album 2 (2013) - Asistencia de producción (con Satelight)
- Wake Up, Girls! (2014) - Producción (con Tatsunoko)

### OVA
- [Cancelado] Tonari no 801-chan R (2009) - Asistencia de producción (con A-1 Pictures)
- Black Rock Shooter -PILOT Edition- (2009) Producción
- Black Rock Shooter (2010) - Producción[3]

### Film
- Wake Up, Girls! - Seven Idols (2014) (con Tatsunoko) - Producción
- Wake Up, Girls! Seishun no Kage (2015) (con Millepensee) - Producción
- Wake Up, Girls! Beyond the Bottom (2015) (con Millepensee) - Producción